# Août 1971

## Évènements
- Idi Amin Dada expulse de l'Ouganda 63 000 Asiatiques, dont 50 000 Indiens, accusés de tenir en main une grande partie du commerce du pays. Répression généralisée.

- 1er août (Formule 1) : Grand Prix automobile d'Allemagne.
- 5 août : création du Forum du Pacifique Sud, sous-groupe de la Fondation de la Commission du Pacifique Sud, composé de seize membres. Il traite de la protection des ressources marines surexploitées par les pêcheurs japonais et taïwanais, du réchauffement terrestre qui menace de submerger les atolls, de la décolonisation, de la création d’une zone dénucléarisée.
- 9 août : l'Inde signe un traité d'amitié et de coopération avec l'Union soviétique.
- 15 août : 
  - Indépendance de Bahreïn.
  - Richard Nixon annonce l’inconvertibilité du dollar en or. Cette dévaluation masquée perturbe le marché pétrolier, où les ventes se font en dollars. Les pays producteurs demandent une nouvelle augmentation des prix.
  - New Economic Policy (NEP) : Richard Nixon impose un contrôle des prix et des salaires pour trois mois, frappe les importations d’une surtaxe de 10 % et déclare unilatéralement le dollar américain inconvertible en or, rendant de fait caducs les accords de Bretton Woods.
  - Formule 1 : Grand Prix automobile d'Autriche.
- 16 août au 18 août : convention du Morne-Rouge, en Martinique.
- 19 - 21 août : coup d’État en Bolivie. Le colonel Hugo Banzer Suárez s’impose par la force pour huit ans. Il lance une vague de répression contre la gauche, notamment dans les secteurs étudiants. Son objectif est de dépolitiser le corps social et de relancer l’économie. La stricte application du programme économique du FMI (suppression des prix subventionnés, dévaluation, etc.) provoque une hausse massive du coût de la vie. Devant la montée du mécontentement, le régime se durcit, réprimant violemment toutes les manifestations.
- 21 août : émeutes carcérales à la suite de la mort d’un détenu de San Quentin, George Jackson, abattu dans le dos au cours d’une prétendue tentative d’évasion.
- 22 août : affaire des Vingt-huit de Camden (en), qui lancent une opération contre le bureau d’incorporation de Camden, New Jersey. Ils seront acquittés par le jury en mai 1973.
- 30 août : élection générale albertaine.

## Naissances
- 1er août : Messmer, un artiste de l’hypnose québécois.
- 3 août : Alejandro García Padilla, personnalité politique portoricaine.
- 6 août : Fatman Scoop, rappeur américain († 31 août 2024).
- 7 août : Jean-Charles Lajoie, animateur de sports québécois.
- 8 août : Ibrahim Yacouba, Syndicaliste et homme politique nigérien.
- 9 août : Roman Romanenko, cosmonaute russe.
- 12 août : Pete Sampras, joueur de tennis américain.
- 21 août : Emmanuel Franck Biya, personnalité camerounaise.
- 26 août : Abdou Cherif, chanteur marocain († 8 mars 2024).
- 28 août : 
  - Shane Andrews, joueur de baseball américain.
  - Janet Evans, nageuse américaine.
  - Joann Sfar, auteur de bande dessinée français.
  - José Ignacio Sánchez, matador espagnol.
- 30 août : Hakim El Karoui, essayiste et consultant français d'origine tunisienne.
- 31 août : Chris Tucker, acteur américain.

## Décès
- 2 août : Anton Grylewicz, ouvrier et homme politique allemand social-démocrate puis communiste (° 8 janvier 1885).
- 10 août : Federico Callori di Vignale, cardinal italien de la Curie romaine (° 15 décembre 1890).